# Happy Endings
Happy Endings é uma série televisiva americana de comédia de situação da rede ABC. A estreia ocorreu no ABC de 13 de abril de 2011 a 3 de maio de 2013. O single-camera, conjunto comédia, originalmente exibido como uma substituição no meio da temporada com uma estreia de uma hora de dois back-to-back episódios começando às 9:30 pm ET / PT.  Nas semanas que se seguiram, o show continuou a ar back-to-back episódios que começou a ser exibida às 10:00 pm ET / PT. 
A série foi criada por David Caspe que junto com Jonathan Groff, serviu como produtores e showrunners executivos do programa.
Em 10 de maio de 2013, Finais Felizes foi cancelada pela ABC depois de três temporadas. Agendamento errático de ABC da terceira temporada, resultando na temporada classificações mais baixas e posterior cancelamento depois, foi chamado um dos "piores decisões de televisão" da temporada 2012-13 da televisão pela Vulture. Em 2016, USA Network tem mostrado interesse em recuperar a série.

## Sinopse
Após ser abandonado no altar por sua noiva Alex (Elisha Cuthbert), Dave (Zachary Knighton) está com o coração aos pedaços. Mas por dividirem melhores amigos, ambos concordam em continuar a ter uma relação amigável para que possam manter o grupo unido.

## Elenco/personagens

### Principais
- Zachary Knighton - interpreta Dave, um cara que acabou de ser largado no altar. Se autodenomina o "cara legal" do grupo de amigos e é viciado em camisas gola "V".
- Elisha Cuthbert - interpreta Alex, a noiva fujona. Ao longo dos episódios demonstra ter uma capacidade intelectual dificultada. Na maioria das vezes não entende piadas. É também viciada em comida.
- Casey Wilson - interpreta Penny, a solteirona. Está sempre atrás de um bom encontro, e adora falar as palavras de um modo sonoro distorcido.
- Damon Wayans, Jr. - interpreta Brad, o cara casado. É casado com Jane, e sua voz fica aguda muitas vezes durante a série.
- Eliza Coupe - interpreta Jane, a neurótica. É super competitiva e muito organizada. É irmã de Alex, e é casada com Brad.
- Adam Pally - interpreta Max, o cara gay. Diferente da imagem televisiva caricata, Max é muito masculino, sendo descrito por Penny como: "um hétero que gosta de caras".

### Secundários
- Megan Mullally - interpreta Dana Hartz, mãe de Penny. É uma aspirante a cantora, apesar da idade. Sempre positiva, fez uma performance de Torn de Natalie Imbruglia, junto com Penny, em um dos episódios.
- Damon Wayans - interpreta o pai de Brad. É pouco emotivo com o filho, e as poucas vezes que tentaram dizer "eu te amo" um para o outro, acabou em desastre.

## Episódios

### 1.ª temporada
| Nº     | Episódio                         | Sinopse |
| ------ | -------------------------------- | --- |
| S01E01 | Pilot                            | Após deixar Dave no altar, o casal tenta achar formas de manter o grupo unido, mas tudo vai por água abaixo na festa de aniversário de Penny. |
| S01E02 | The Quicksand Girlfriend         | Dave comete o erro de ligar para uma garota após uma noitada. A garota passa a sugá-lo mais e mais, como areia movediça. Jane tenta ajudar Alex a encontrar uma nova colega de quarto e Penny começa sua busca por um amigo gay estereotipado.                                                                                               |
| S01E03 | Your Couples Friends & Neighbors | Brad e Jane procuram um novo casal para serem seus amigos. A comida começa a desaparecer misteriosamente no apartamento de Max e Dave. Penny incentiva Alex para que ela comece a se relacionar novamente. |
| S01E04 | Mein Coming Out                  | Os pais de Max estão na cidade, e seus amigos tentam convencê-lo a sair do armário. Ao sair para um encontro as cegas, Penny conhece um homem perfeito, só que com um sobrenome que desagrada a algumas pessoas. |
| S01E05 | Like Father, Like Gun            | O pai pouco afetivo de Brad vem visitá-lo, e Jane o encoraja a dizer "eu te amo", só que isso tem grandes consequências. Penny conhece um italiano e descobre que sabe falar sua língua, mas só quando está bêbada. |
| S01E06 | Of Mice & Jazz-Kwon-Do           | Dave ajuda a Alex a pegar um pequeno roedor. Penny e Jane começam aulas de defesa pessoal. Brad arranja um encontro para Max com um cara de seu escritório, mas os dois não têm nada em comum. |
| S01E07 | Dave of the Dead                 | Dave se demite para começar um negócio próprio. Max e Jane iniciam uma série de desafios para provar quem sobreviveria a um apocalipse zumbi. Penny encontra um grupo de amigos incomum. |
| S01E08 | The Girl With The David Tatto    | Dave e Alex resolvem apagar suas tatuagens de casal. Brad e Penny tentam ajudar um garçom com um sistema não usual de memorização, após tê-lo feito ser demito. |
| S01E09 | You've Got Male                  | Uma franquia de cafeteria chega ao bairro e Alex não fica satisfeita com isso. Max, no entanto, está saindo com o dono da cafeteria. O professor favorito de Dave chega à cidade e Penny descobre que ele não é tão maravilhoso assim. Brad e Jane fazem uma competição de emprego: quem vence na hora da entrevista, o charme ou o preparo? |
| S01E10 | Bo Fight                         | Max convence Dave a procurar o cara com o qual Alex fugiu no dia do casamento. Jane e Brad tentam ter uma noite a sós. Alex insiste em fazer todas as noite a "noite das garotas". |
| S01E11 | Barefoot Pedaler                 | A ida dos amigos a um show começa a dar errado devido as constantes discussões entre Alex e Dave. Jane bebe a noite toda. Penny insiste que já namorou o cantor da banda alguns anos atrás e está decidida a provar isso. |
| S01E12 | The Shershow Redemption          | Os amigos vão ao casamento de um antigo conhecido (Shershow). Penny finge que está noiva também. A noiva de Shershow acha que Alex dá má sorte aos casamentos. |
| S01E13 | Why Can't You Read Me?           | Jane e Alex reavivam sua rivalidade de irmã. Dave grava uma sextape com uma treinadora de Lacrosse. Penny é promovida e ganha uma nova assistente, e está determinada a ser uma chefe legal. |

### 2.ª temporada
| Nº     | Episódio                                       |
| ------ | ---------------------------------------------- |
| S02E01 | Blax, Snake, Home                              |
| S02E02 | Baby Steps                                     |
| S02E03 | Yesandwitch                                    |
| S02E04 | Secrets and Limos                              |
| S02E05 | Spooky Endings                                 |
| S02E06 | Lying Around                                   |
| S02E07 | The Code War                                   |
| S02E08 | Full Court Dress                               |
| S02E09 | Grinches Be Crazy                              |
| S02E10 | The Shrink, the Dare, Her Date and Her Brother |
| S02E11 | Meat The Parrots                               |
| S02E12 | Makin' Changes!                                |
| S02E13 | The St. Valentine's Day Maxssacre              |
| S02E14 | Everybody Loves Grant                          |
| S02E15 | The Butterfly Effect Effect                    |
| S02E16 | Cocktails & Dreams                             |

### 3.ª Temporada
| Nº     | Episódio                             |
| ------ | ------------------------------------ |
| S03E01 | Cazsh Dummy Spillionaires            |
| S03E02 | Sabado Free-Gante                    |
| S03E03 | Boys II Menorah Boyz II Menorah      |
| S03E04 | More Like Stanksgiving               |
| S03E05 | P&P Romance Factory                  |
| S03E06 | To Serb with Love                    |
| S03E07 | No-Ho-Ho                             |
| S03E08 | Fowl Play/Date                       |
| S03E09 | Ordinary Extraordinary Love          |
| S03E10 | KickBall 2: The Kickening            |
| S03E11 | The Ex Factor                        |
| S03E12 | The Marry Prankster                  |
| S03E13 | Our Best Friend's Wedding            |
| S03E14 | In the Heat of the Noche             |
| S03E15 | The Straight Dope                    |
| S03E16 | The Incident                         |
| S03E17 | Bros Before Bross                    |
| S03E18 | She Got Game Night                   |
| S03E19 | The Storm Before the Calm            |
| S03E20 | The Ballad of Lon Sarofsky           |
| S03E21 | Un-sabotagable                       |
| S03E22 | Deuce Babylove 2: Electric Babydeuce |
| S03E23 | Brothas & Sisters                    |

## Websérie

### Happy Rides[6]
| Episódio | Título                             | Direção          | Escrito      | Originalmente publicado |
| -------- | ---------------------------------- | ---------------- | ------------ | ----------------------- |
| 1        | "Webisode 1"                       | Steven Mesner    | Jason Berger | 29 de fevereiro de 2012 |
| 2        | "Webisode 2"                       | Steven Mesner    | Jen Regan    | 07 de março de 2012     |
| 3        | "Webisode 3"                       | Zachary Knighton | Jason Berger | 14 de março de 2012     |
| 4        | "Webisode 4"                       | Elisha Cuthbert  | Jason Berger | 21 de março de 2012     |
| 5        | "Webisode 5"                       | Casey Wilson     | Jen Regan    | 28 de março de 2012     |
| 6        | "Webisode 6"                       | Adam Pally       | Jen Regan    | 04 de abril de 2012     |
| Especial | "Happy Rides - Behind the Scenes!" | N / D            | N / D        | 04 de abril de 2012     |

## Recepção da crítica
A série foi inicialmente criticada, sendo comparada negativamente a várias "sitcoms" (todos cancelados no final da temporada) - Perfect Couples, Mad Love, Traffic Light  e Friends with Benefits. 
A série também foi comparada com Friends da década de 1990.     No entanto, ao longo da primeira temporada, as opiniões dos críticos tornou-se muito mais quente - algumas admitindo que ele tinha crescido com eles e que tinha melhorado desde o 1º episódio. 
Na sua 1ª temporada, em base de 21 avaliações profissionais, alcançou uma pontuação de 57% no Metacritic. Por votos dos usuários do site, atinge uma nota de 7,7/10 - 27.812 votos. Happy Endings foi o segundo seriado da temporada que foi renovado para uma segunda temporada, segundo a CBS. BuddyTV a classificou na 7ª posição na sua lista dos "melhores novos programas de Televisão" de 2011.
A segunda temporada, recebeu aclamação da crítica generalizada, ficando na em várias listas de "Melhores do Ano"; New York Magazine, The A.V. Club, Hulu, a Associated Press, o Pittsburgh Post-Gazette, e Yahoo!  todos incluído a série em listas de "os programas de televisão de topo de 2011".

## Prêmios e indicações
| Ano  | Prêmio                                                     | Categoria | Resultado |
| ---- | ---------------------------------------------------------- | --- | --------- |
| 2012 | Satellite Awards                                           | Melhor série de televisão de comédia ou musical | Indicado  |
| 2012 | Online Film & Television Association                       | Melhor elenco em uma série de comédia Elisha Cuthbert, Eliza Coupe, Casey Wilson, Damon Wayans Junior, Adam Pally e Zachary Knighton                                                                                | Indicado  |
| 2012 | Online Film & Television Association                       | Melhor Direção em Série de Comédia - - Ron Greenberg - Jay Chandrasekhar - Jeff Melman - Joe Russo - Anthony Russo - Fred Savage - Victor Nelli Jr. - Tristram Shapeero - Lee Shallat Chemel - Beth McCarthy-Miller | Indicado  |
| 2013 | Online Film & Television Association                       | Melhor elenco em uma série de comédia Elisha Cuthbert, Eliza Coupe, Casey Wilson, Damon Wayans Junior, Adam Pally e Zachary Knighton                                                                                | Indicado  |
| 2013 | American Society of Cinematographers                       | Excelência em Cinematografia na meia hora episódica em Series de Televisão - "Michael A. Price" Episódio:"Four Weddings and a Funeral (Minus Three Weddings and One Funeral) (2012)"                                | Indicado  |
| 2013 | Critics' Choice Television Award                           | Melhor Ator Coadjuvante em Série de Comédia - Adam Pally | Indicado  |
| 2013 | Critics' Choice Television Award                           | Melhor Atriz Coadjuvante em Série de Comédia - Casey Wilson | Indicado  |
| 2012 | Critics' Choice Television Award                           | Melhor Atriz Coadjuvante em Série de Comédia - Casey Wilson | Indicado  |
| 2012 | Critics' Choice Television Award                           | Melhor Ator Coadjuvante em Série de Comédia - Damon Wayans Junior | Indicado  |
| 2012 | Gay and Lesbian Entertainment Critics Association (GALECA) | Comédia de televisão do ano - Happy Endings | Indicado  |
| 2012 | Gay and Lesbian Entertainment Critics Association (GALECA) | Comédia do ano com tema LGBT | Indicado  |
| 2012 | Gay and Lesbian Entertainment Critics Association (GALECA) | Série de televisão do ano | Indicado  |
| 2012 | Gay and Lesbian Entertainment Critics Association (GALECA) | Para os escritores pessoal(Wilde Wit do ano) | Indicado  |
| 2013 | Gay and Lesbian Entertainment                              | Série de televisão do ano - Happy Endings | Venceu    |
| 2013 | Gay and Lesbian Entertainment                              | Comédia de televisão do ano - Happy Endings | Indicado  |
| 2013 | Gay and Lesbian Entertainment                              | Série de televisão LGBT do Ano - Happy Endings | Indicado  |
| 2012 | GLAAD Media Awards                                         | Melhor Série de Comédia | Indicado  |
| 2012 | GLAAD Media Awards                                         | Melhor Série de Comédia - ABC | Indicado  |
| 2011 | IGN Summer Movie Awards                                    | Melhor Série de TV | Indicado  |
| 2011 | IGN Summer Movie Awards                                    | Melhor Série de Comédia de TV | Indicado  |
| 2012 | IGN Summer Movie Awards                                    | Melhor Série de Comédia de TV | Indicado  |
| 2013 | IGN Summer Movie Awards                                    | Melhor Série de Comédia de TV | Indicado  |
| 2012 | Image Awards                                               | Melhor Ator Coadjuvante em Série de Comédia - Damon Wayans Junior | Indicado  |
| 2012 | Image Awards                                               | Excelente Escrita em Série de Comédia - Prentice Penny Episódio: "The Girl with the David Tattoo" | Indicado  |
| 2012 | Image Awards                                               | Melhor Direção em Série Comédia - Jay Chandrasekhar Episódio: "The Girl with the David Tattoo" | Indicado  |
| 2013 | Image Awards                                               | Melhor Ator em Série de Comédia - Damon Wayans Junior | Indicado  |
| 2013 | Image Awards                                               | Excelente Escrita em Série de Comédia - Prentice Penny Episódio: "Meet the Parrots"" | Indicado  |
| 2012 | Teen Choice Awards                                         | Escolha TV: Cena de ladrão Masculino - Damon Wayans Junior | Indicado  |
| 2012 | Teen Choice Awards                                         | Escolha TV: Cena de ladrão Feminino - Casey Wilson | Indicado  |
| 2012 | TV Guide Awards                                            | Elenco Favorito - Elisha Cuthbert, Eliza Coupe, Casey Wilson, Damon Wayans Junior, Adam Pally e Zachary Knighton | Indicado  |
| 2013 | TV Guide Awards                                            | Série de Comédia Favorita Happy Endings | Indicado  |